# Спасск-Дальний
Спасск-Да́льний — город (с 1917) краевого подчинения в Приморском крае России. Административный центр Спасского района, в состав которого не входит; образует городской округ Спасск-Дальний как единственный населённый пункт в его составе.
Население — 34 370 чел. (2025).
Действует узловая железнодорожная станция Спасск-Дальний Владивостокского отделения Дальневосточной железной дороги на линии Хабаровск — Владивосток.

## География

### Географическое положение
Город Спасск-Дальний географически расположен в центрально-западной части Приморского края, в месте слияния реки Спасовки и ее притока — Кулешовки, в 20 км от озера Ханка. Удаленность от краевого центра — ближайшего аэропорта — 215,6 км, от морского порта — 236,7 км.
Через Спасск-Дальний проходит Транссибирская магистраль, разделяя город на две части — западную и восточную.
В западной части города, исторически более старой, расположен железнодорожный вокзал станции Спасск-Дальний, автовокзал, историческая застройка начала XX века, административные и жилые здания 1960-х — 1970-х гг. Непосредственно за центром города находится сектор одноэтажных домов, к которому вплотную прилегает село Спасское.
В восточной части города расположены микрорайоны, застроенные пятиэтажными жилыми домами 1960-х — 1980-х гг. Ранее в непосредственной близости от железной дороги находились воинские части (в настоящий момент расформированные). По окраинам города были расположены промышленные предприятия, ныне используются частично по назначению, но также площади используются по другим направлениям или заброшены.

### Климат
Климат умеренный муссонный. Зима относительно суровая, солнечная и малоснежная. Весна теплее, чем на побережье. Лето жаркое и влажное. Период без заморозков составляет 150—160 дней. Осень тёплая и солнечная, но короткая.
Природно-климатические условия городского округа Спасск-Дальний благоприятны для ведения сельскохозяйственного производства, позволяют выращивать такие культуры, как арбузы, дыни, помидоры, баклажаны, абрикосы, персики, виноград, груши, яблоки, землянику, картофель. Помимо этого, в здешних условиях вызревают рис, кукуруза и другие культуры, традиционные для юго-восточной территории России.
Ближайшие равнинные метеостанции в схожем высотном диапазоне находятся в Свиягино и Халкидоне Черниговского района Приморья.
- Абсолютный максимум: +37…+38,5 °С (Свиягино и Халкидон)
- Абсолютный минимум: −42…-43 °С (Свиягино и Халкидон)
- Средняя температура июля: около +21,6 °С (Свиягино)
- Средняя температура января: −18,2 °С (Свиягино)
- Среднегодовая влажность воздуха: около 70 %
- Среднегодовая скорость ветра: 2,5-3,0 м/с[3]

Всемирная метеорологическая организация приняла решение о необходимости расчёта двух климатических норм (при условии наличия данных): климатологической стандартной и опорной. Климатологическая стандартная норма обновляется каждые десять лет, опорная норма охватывает период с 1961 года по 1990 год.
| Показатель                        | Янв.  | Фев.  | Март | Апр. | Май  | Июнь | Июль | Авг. | Сен. | Окт. | Нояб. | Дек. | Год |
| --------------------------------- | ----- | ----- | ---- | ---- | ---- | ---- | ---- | ---- | ---- | ---- | ----- | ---- | --- |
| Средняя температура, °C           | −18,2 | −13,2 | −3,7 | 6,3  | 13,4 | 18,2 | 21,6 | 21,0 | 15,2 | 6,9  | −4,2  | −15  | 4,0 |
| Норма осадков, мм                 | 15    | 14    | 28   | 41   | 75   | 70   | 108  | 102  | 81   | 64   | 38    | 23   | 659 |
| Источник: метеостанция «Свиягино» |       |       |      |      |      |      |      |      |      |      |       |      |     |

## История

И останутся как сказка,
Как манящие огни,
Штурмовые ночи Спасска…

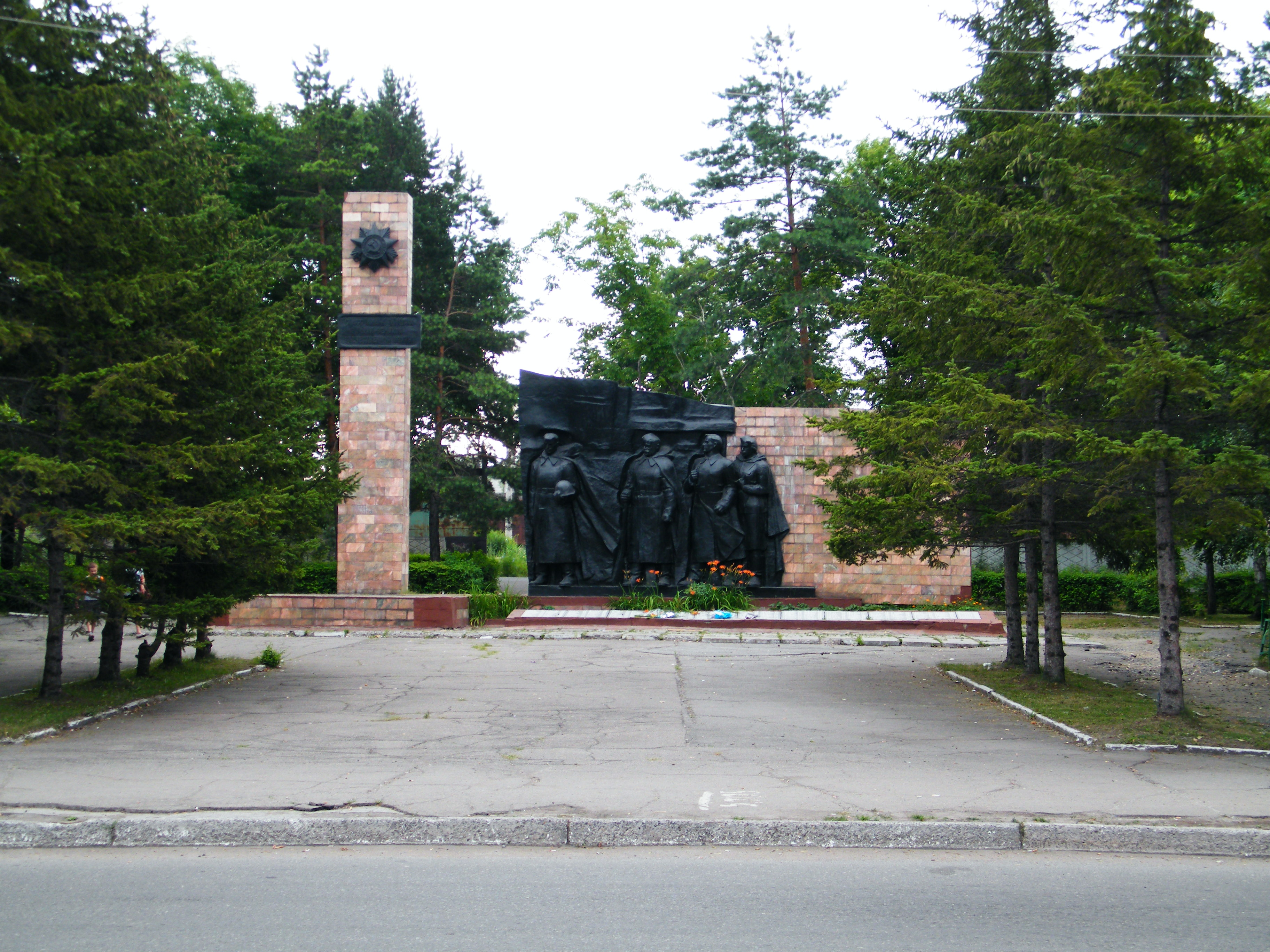
Памятник жителям города, не вернувшимся с фронта

Поселение на месте города было основано переселенцами с Украины в 1886 как село Спасское. В 1892 году рядом с селом начато строительство участка Уссурийской железной дороги. В 1895 году — отведен участок казённой земли для строительства поселка служащих железнодорожной станции Спасская (с 1903 — станция Евгеньевка, с 1967 — станция Спасск-Дальний). В 1902 году начато строительство Спасского военного гарнизона. В 1903 году рядом со станцией образовалось предместье Спасская слободка, в котором проживали торговцы и ремесленники. В 1907 году южнее станции Евгеньевка начато строительство цементного завода и рабочего поселка рядом с ним. В 1913 году Спасская слободка получила статус поселка. В 1917 году решением Временного правительства село Спасское преобразовывалось в город Спасск-Приморский. В состав нового города также должны были войти станция Евгеньевка, военный гарнизон, Спасская слободка и рабочий посёлок при цемзаводе. В 1929 город был переименован в Спасск-Дальний.
Район Спасской операции — операции Народно-революционной армии Дальневосточной республики и партизанских соединений против белых войск «Земской рати» в период завершения Гражданской войны в России.
В годы Великой Отечественной войны в городе была сформирована 87-я стрелковая дивизия. В боях под Сталинградом принимали участие воины 98-й стрелковой дивизии, сформированной в г. Спасске-Дальнем, — спассчане сражались на Орловско-Курской дуге, в Прибалтике, участвовали в битвах за Житомир, Шепетовку, Варшаву, Берлин, Прагу. Потери спассчан в годы войны составили 4258 человек. В городе на предприятиях и организациях ковали победу труженики тыла.
Село Спасское в 1917 году в состав города так и не вошло, находится на очень небольшом расстоянии (около двух километров) от исторического центра и железнодорожного вокзала. Село Спасское является спутником города Спасск-Дальний, в селе находится Спасский педагогический колледж, храм Вознесения Господня, молитвенный дом Спасской церкви ЕХБ «Спасение», ряд промышленных и культурных заведений города. Маршруты городского общественного транспорта проходят как через город Спасск-Дальний, так и через село Спасское.
В городе Спасск-Дальний действует Свято-Преображенский храм.
Штурм Спасска 8—9 октября 1922 года стал одним из последних крупных сражений Гражданской войны.
22 мая 1962 года получил статус города краевого подчинения.
Распоряжением Правительства РФ от 29 июля 2014 года № 1398-р «Об утверждении перечня моногородов» город включён в категорию «Монопрофильные муниципальные образования Российской Федерации (моногорода), в которых имеются риски ухудшения социально-экономического положения».
В 2023 году Спасск-Дальний, наряду с Уссурийском, серьезно пострадал в результате сильных паводков, вызванных тайфуном «Ханун». По состоянию на 13 августа 2023 года в реке Кулешовка уровень воды составил 420 см, что выше поймы на 190 см; в реке Спасовка уровень воды составил 409 см, что выше поймы на 265 см. Спасателями были эвакуированы порядка 600 жителей, в оказалось затоплено 2584 частных дома Спасского городского округа (в основном, в районе Ершова и районе Заречная).

## Население
| 1909    | 1915    | 1917    | 1922    | 1923    | 1925    | 1926    | 1927    | 1929    | 1930    |
| ------- | ------- | ------- | ------- | ------- | ------- | ------- | ------- | ------- | ------- |
| 1565    | ↗5188   | ↘3473   | ↗8700   | ↗8927   | ↗9222   | ↗11 414 | ↘10 604 | ↗14 271 | ↗16 400 |
| 1931    | 1933    | 1939    | 1959    | 1967    | 1970    | 1971    | 1972    | 1973    | 1974    |
| ↘11 092 | ↗23 016 | ↗23 030 | ↗39 580 | ↗42 000 | ↗45 138 | ↗47 000 | ↗48 000 | ↗49 000 | ↗50 000 |
| 1975    | 1976    | 1979    | 1980    | 1981    | 1982    | 1983    | 1984    | 1985    | 1986    |
| ↗50 500 | ↗51 500 | ↗53 242 | ↘53 000 | ↗54 000 | ↗55 000 | ↗56 000 | ↗57 000 | ↗58 000 | ↗59 000 |
| 1987    | 1989    | 1991    | 1992    | 1993    | 1996    | 1997    | 1998    | 2000    | 2001    |
| ↗60 000 | ↗60 060 | ↗61 000 | ↗61 400 | →61 400 | ↘59 900 | ↘59 400 | ↘58 700 | ↘56 400 | ↘55 400 |
| 2002    | 2003    | 2004    | 2005    | 2006    | 2007    | 2008    | 2009    | 2010    | 2011    |
| ↘51 691 | ↗51 700 | ↘49 050 | ↘47 827 | ↘46 919 | ↘46 349 | ↘45 857 | ↘45 402 | ↘44 173 | ↘44 094 |
| 2012    | 2013    | 2014    | 2015    | 2016    | 2017    | 2018    | 2019    | 2020    | 2021    |
| ↘43 605 | ↘43 305 | ↘42 491 | ↘42 020 | ↘41 539 | ↘41 127 | ↘40 717 | ↘40 200 | ↘39 765 | ↘35 732 |
| 2022    | 2023    | 2024    | 2025    |         |         |         |         |         |         |
| ↘35 608 | ↘35 096 | ↘34 822 | ↘34 370 |         |         |         |         |         |         |

На 1 января 2025 года по численности населения город находился на 442-м месте из 1124 городов Российской Федерации.
Город Спасск-Дальний по количеству жителей занимает девятое место среди городов Приморья, а по плотности населения — третье — после Арсеньева и Владивостока.
Национальный состав
По данным переписи населения 1939 года, русских в городе — 77,4 %, или 17 830 чел.; украинцев — 18,8 %, или 4 317 чел.
Известные люди:
- Каманин Николай Петрович. В Спасске-Дальнем служил в 40-й особой авиационной эскадрилье им. Ленина ВВС Особой Краснознамённой Дальневосточной армии младшим лётчиком, старшим лётчиком, командиром звена (1929—1933).
- Черномырдин Виктор Степанович. В Спасске-Дальнем проходил срочную службу аэродромным техником ВВС в 1957—1958 годах[56].
- Сюткин Валерий Миладович. В Спасске-Дальнем проходил срочную службу в в/ч 62546 (ШМАС) в 1976—1978 годах и играл в группе «Полёт»[57].
- Глызин Алексей Сергеевич. В Спасске-Дальнем проходил срочную службу младшим авиационным специалистом и играл на местных дискотеках.
- Васютин Виктор Федорович (07.10.1935 — июнь 2022). Педагог — балетмейстер, заслуженный работник культуры России, хореограф. В разное время проживал в Спасске-Дальнем и Спасском районе. Был создателем и руководителем самодеятельного ансамбля песни и пляски в Доме пионеров Спасска-Дальнего и хореографической студии. В последние годы жил и работал во Владивостоке.
- Ваткевич Вячеслав Эдуардович, экономист. Родился в Спасске-Дальнем 27 сентября 1974 года и жил до 1990 года. С 1990 года проживает в Хабаровске.

## Местное самоуправление

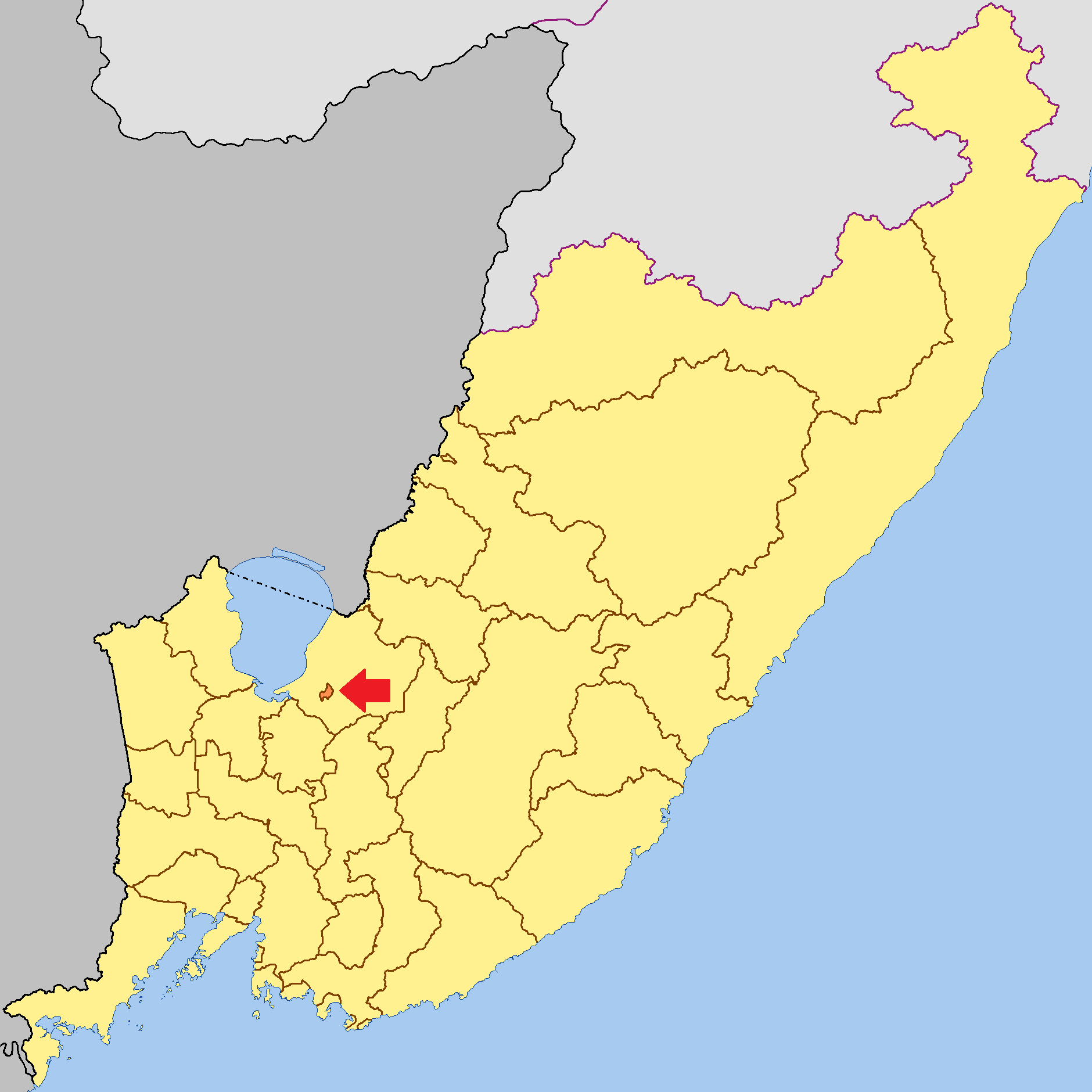
Городской округ Спасск-Дальний на карте Приморского края

Город краевого подчинения образует самостоятельное (вне Спасского района) муниципальное образование — городской округ Спасск-Дальний — как единственный населённый пункт в его составе.
Структуру органов местного самоуправления города (городского округа) составляют:
- Дума городского округа — представительный орган местного самоуправления городского округа;
- глава городского округа — высшее должностное лицо городского округа;
- Администрация городского округа — исполнительно-распорядительный орган городского округа;
- Контрольно-счётная палата городского округа.

Главой городского округа является Митрофанов Олег Андреевич.

## Экономика
В статистическом регистре хозяйствующих субъектов по Приморскому краю на 1 января 2018 года учтено 482 предприятия и организаций всех видов экономической деятельности, в том числе государственных — 43, муниципальных — 50, частных — 345, прочих — 44. Численность занятых в экономике составляет 22,4 тыс. человек.
Основной удельный вес в общем количестве действующих предприятий занимают: оптовая и розничная торговля, операции с недвижимым имуществом, аренда и предоставление услуг, обрабатывающие производства, транспорт и связь.
Основными предприятиями, действующими на территории городского округа, являются:
- АО «Спасскцемент» — производство более 10 марок цемента, клинкер для собственных нужд и товарный, минеральный и угольный порошок, щебень базальтовый и известняковый, формованная продукция (блоки, бордюры, тротуарная плитка), щебеночно-песчаные смеси для дорожно-строительных работ;
- ООО «Приморский механический завод» — изготовление продукции из металлопрофиля и металлопроката;
- ООО «Приморский тарный комбинат» — производство жестяной банки для рыбной, мясной и плодовоовощной консервации;
- ООО «Консервный завод „Спасский“» — выпуск овощных консервов, полуфабрикатов и кондитерских изделий из продукции местных сельхозпроизводителей;
- ООО «Восточный Форпост» — производство строительных смесей;
- ООО «Спасские пески» — добыча песка;
- ОАО Приморская швейная фирма «Восток» — изготовление швейных изделий;
- ООО «Форест Стар» — переработка древесины;
- Завод по производству красного кирпича;
- ООО «ДВ-Тандем» — производство хлеба и хлебобулочных изделий;
- ООО «Строительная торговая компания» — изготовление железобетонных изделий;
- ОАО «32 ремонтный завод средств обеспечения полетов» — капитальный ремонт специальной техники.

Среднесписочная численность работников крупных и средних организаций городского округа Спасск-Дальний за 2017 год — 7215 человек. Численность зарегистрированных безработных на 1 января 2018 года — 378 человек.
В соответствии с Федеральным законом от 13.07.2015 г. № 212-ФЗ «О свободном порте Владивосток» городской округ Спасск-Дальний включен в состав свободного порта Владивосток, что предусматривает упрощенный визовый порядок въезда иностранных граждан, а также существенные преференции для ведения бизнеса.
На территории городского округа Спасск-Дальний уже осуществляют свою деятельность предприятия, которые являются резидентами свободного порта Владивосток:
- ООО «Приморский тарный комбинат»;
- ООО «Приморская соя»;
- ООО «ДНС Лес»;
- ООО «Форестгранд»[62]

В 2020 году начата газификация городского округа — к газовой сети подключен Новоспасский цементный завод. В 2023 году начата газификация частных домовладений (в с. Славинка, Красный Кут).

## Общественный транспорт
Единственным видом общественного транспорта Спасска-Дальнего является автобус. Стоимость проезда по городу составляет 45 рублей при оплате наличными и 32 рубля, если человек использует карту (новый тариф начал действовать с 28 марта 2023 года).

## Культура и искусство
Муниципальное автономное учреждение Городской центр народной культуры «Приморье».
Деятельность учреждения направлена на обеспечение культурного обслуживания населения с учетом культурных интересов и потребностей различных социально-возрастных групп. В ГЦНК «Приморье» работают театральные, вокальные, танцевальные кружки, клубы по интересам, спортивный клуб «Спорт-мастер», а также осуществляют свою деятельность украинский Народный хор «Чиста криниця» и народный хор русской песни «Родные напевы».
Муниципальное бюджетное учреждение «Краеведческий музей им. Н. И. Береговой» городского округа Спасск-Дальний.
В музее действуют четыре экспозиционных зала и два выставочных зала. Общий объём музейного фонда составляет более 18 000 единиц хранения.
Муниципальное бюджетное учреждение «Центральная городская библиотека».
Фонд библиотеки составляет 105552 экземпляра, из них книг художественных- 55248 экз., 13452 периодических изданий. При библиотеке работают 7 клубов по интересам для детского и взрослого пользователя.
Муниципальное бюджетное образовательное учреждение дополнительного образования «Детская школа искусств» городского округа Спасск-Дальний.
В Детской школе искусств работают два отделения: музыкальное и художественное. Учащиеся МБУ ДО «ДШИ» принимают постоянное участие в конкурсах и фестивалях различного уровня: международного, регионального, городского. Только в 2016 году учащимися завоевано 154 диплома победителей и призеров, из них международного уровня — 11, всероссийского — 3, регионального — 46, краевого — 44, зонального — 50.
Кинотеатр «Аврора».
Здание кинотеатра было построено в 1951 году, а в 2006 году произведена его реконструкция. Кинотеатр является одним из лучших в Приморском крае. На первом этаже кинотеатра расположен большой зал, кафе, детские игровые автоматы. Второй этаж включает в себя малый зал и детский игровой центр. Каждый год на фестивале «Пасифик меридиан» «Аврора», как и другие кинотеатры края, в своих стенах встречает звёзд российского кино.

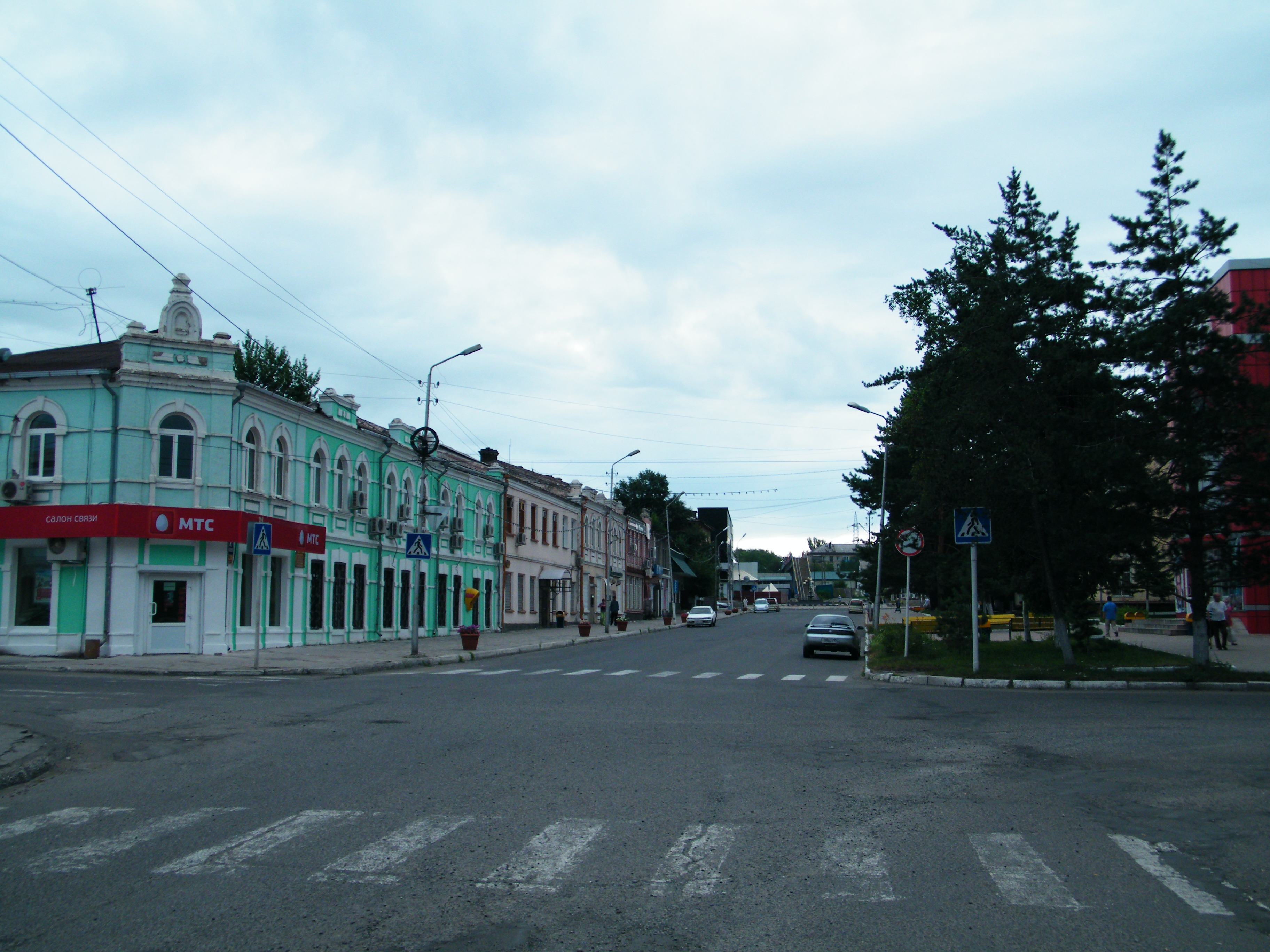
«Старый город»
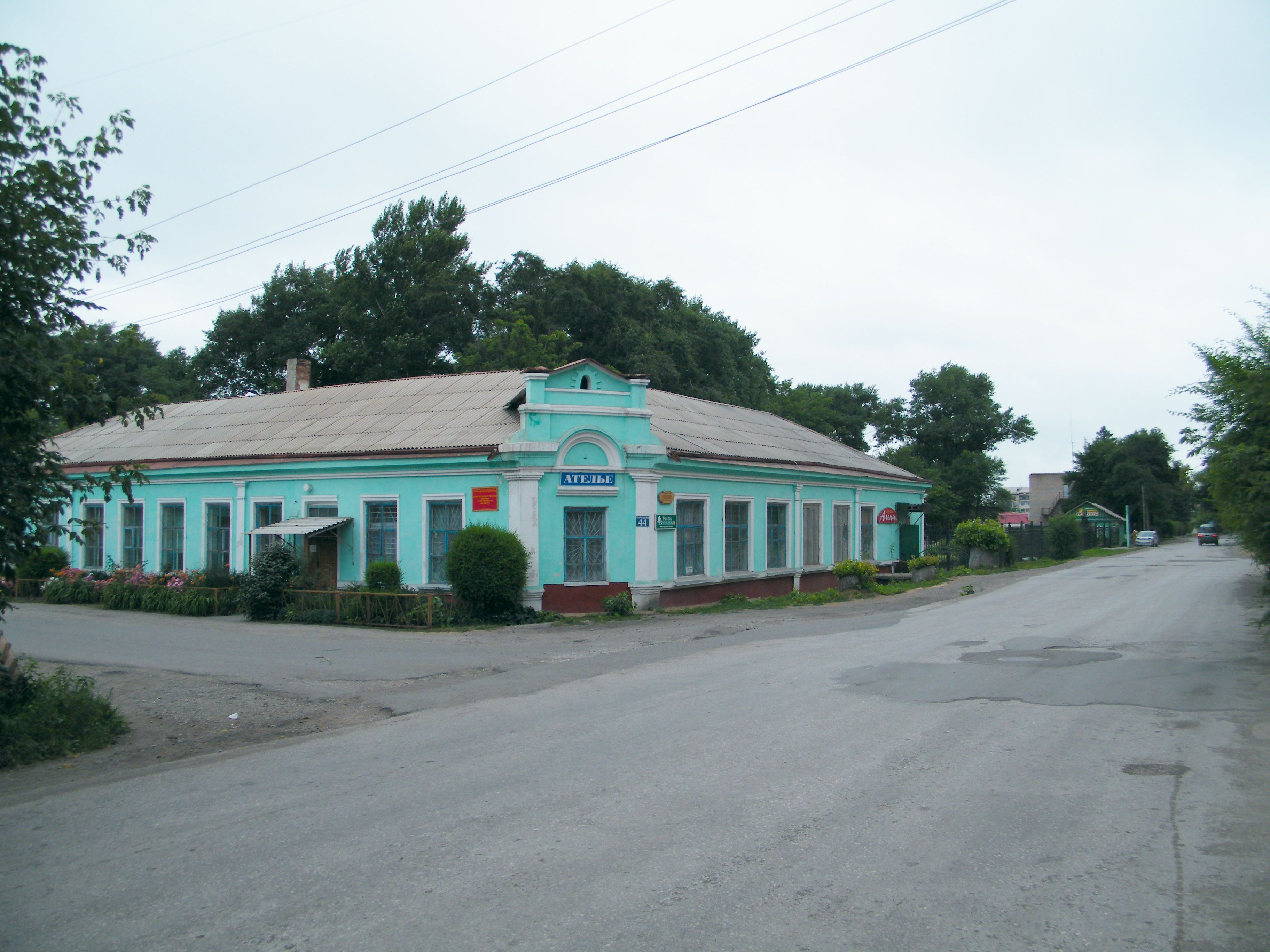
Торговое здание начала XX века возле городского рынка
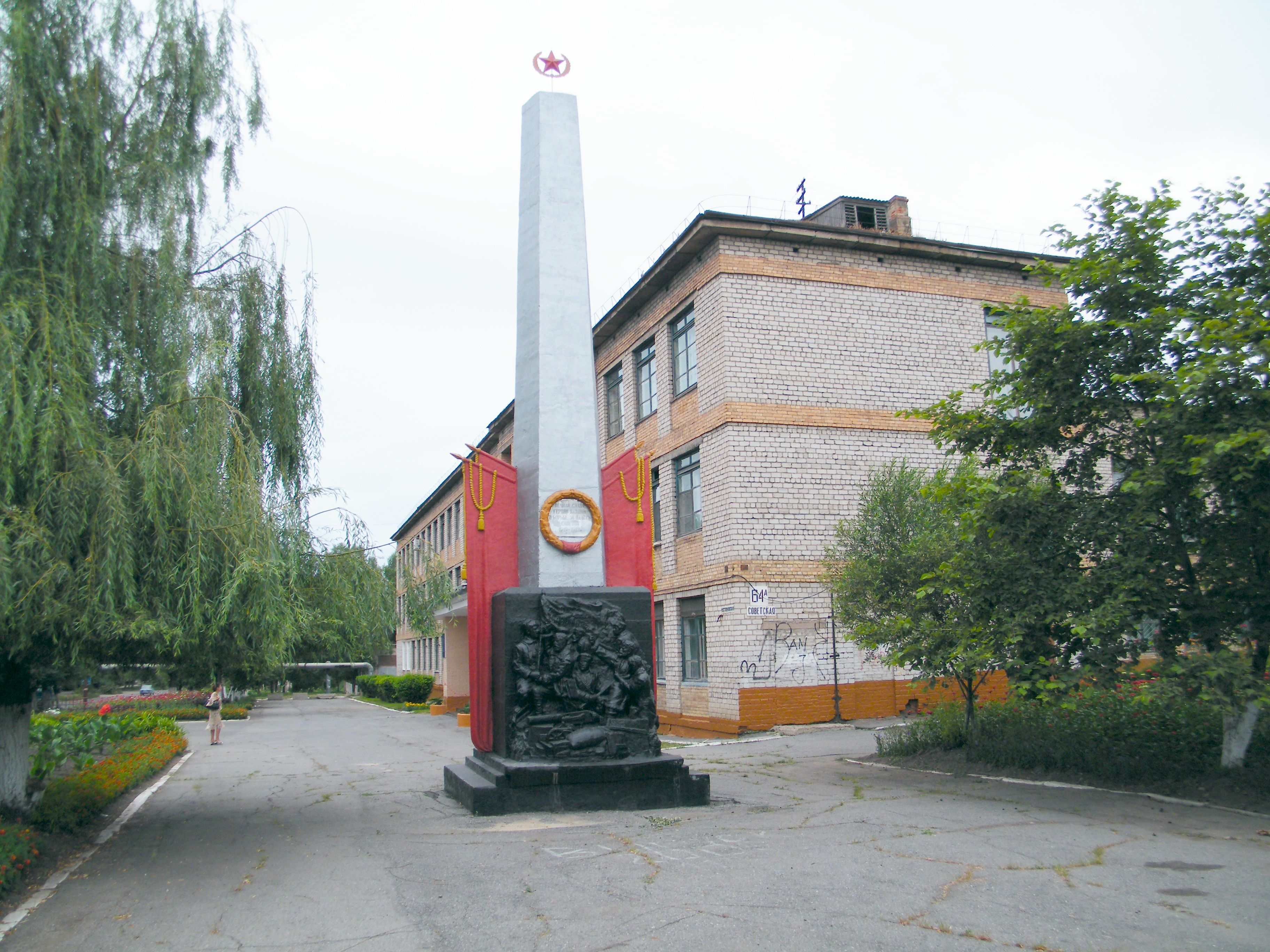
Памятник красноармейцам, погибшим при штурме города
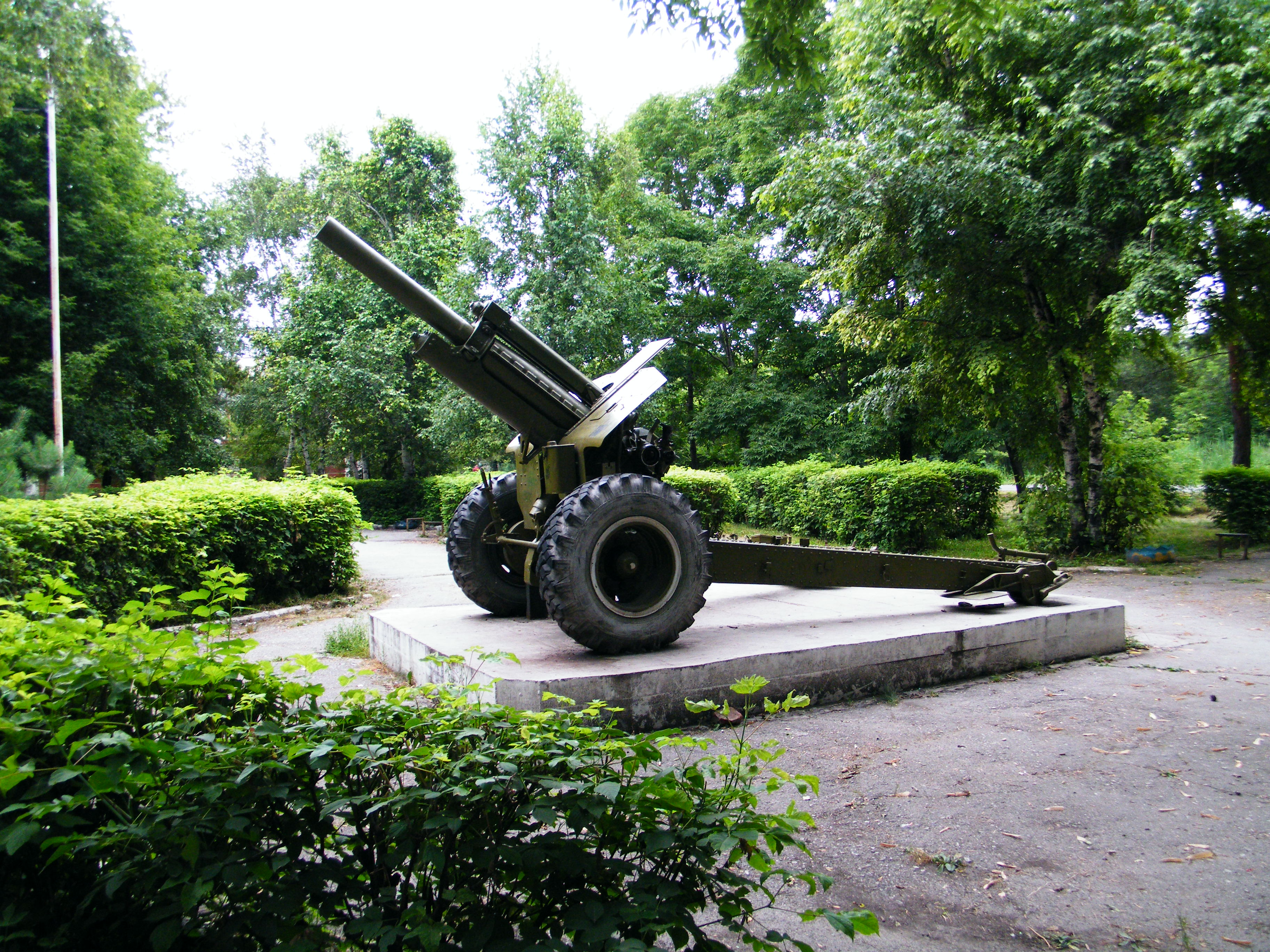
Памятник — 122 мм гаубица обр. 1938 г.

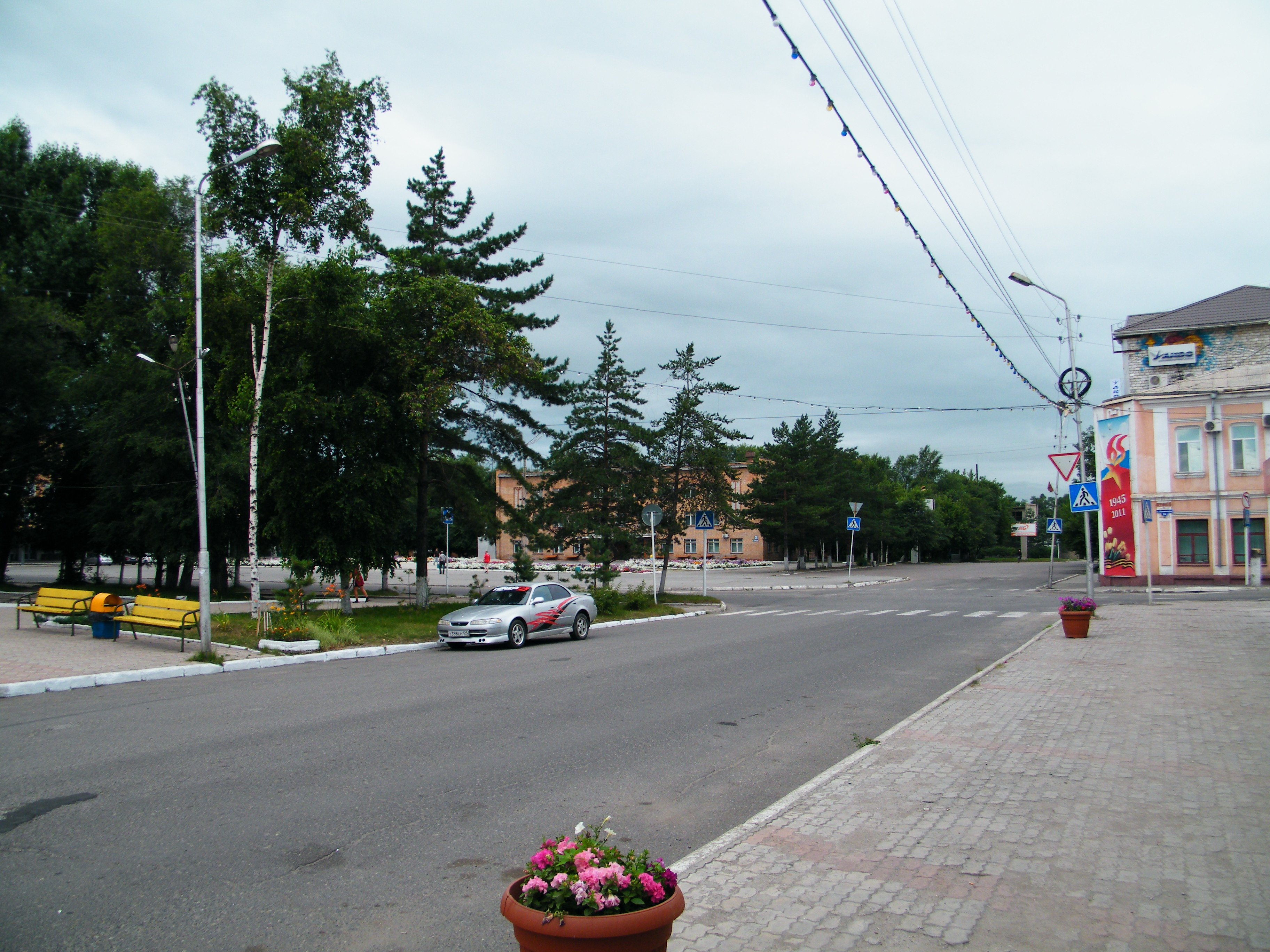
Центральная часть города
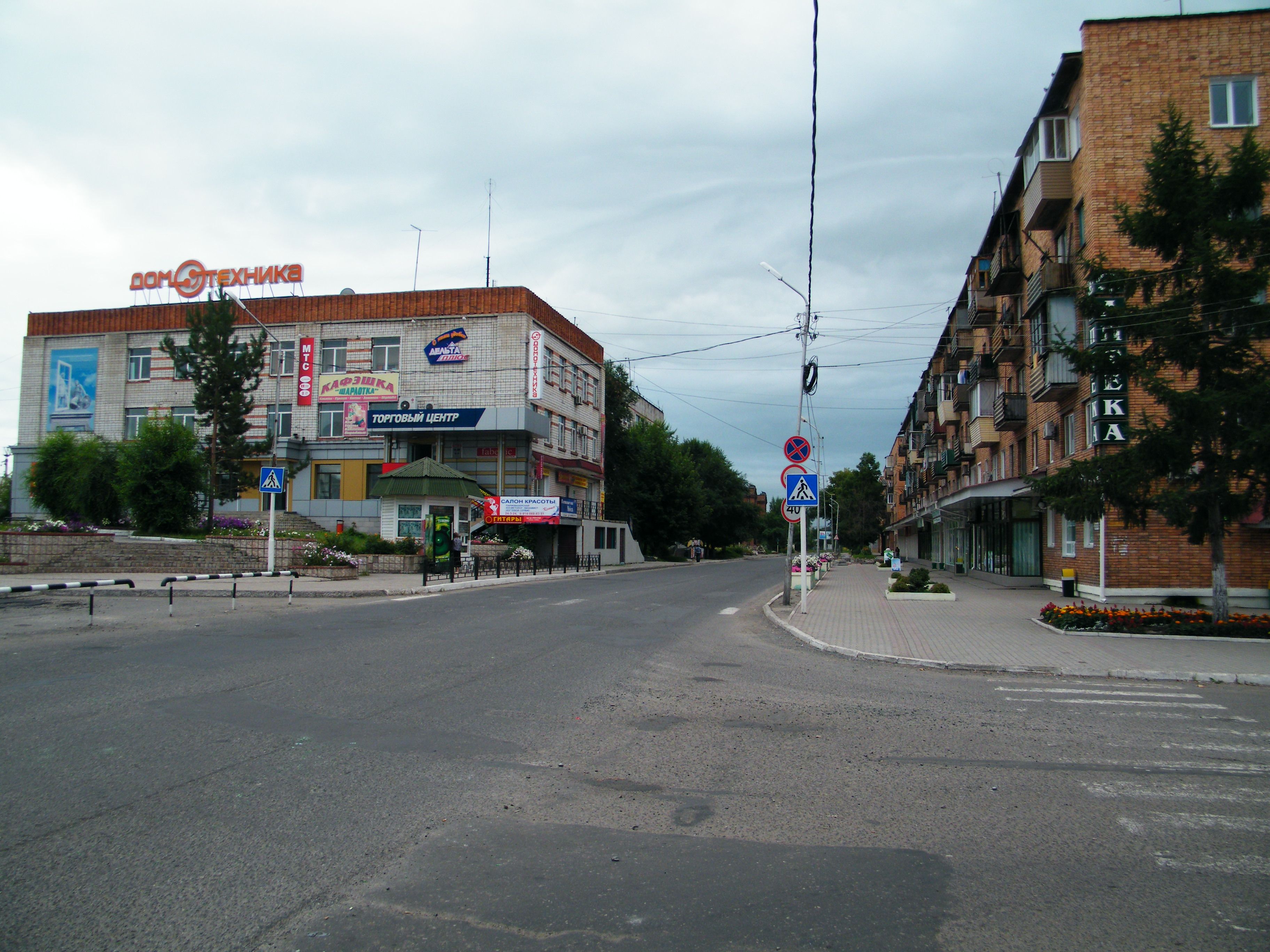
Улица Советская
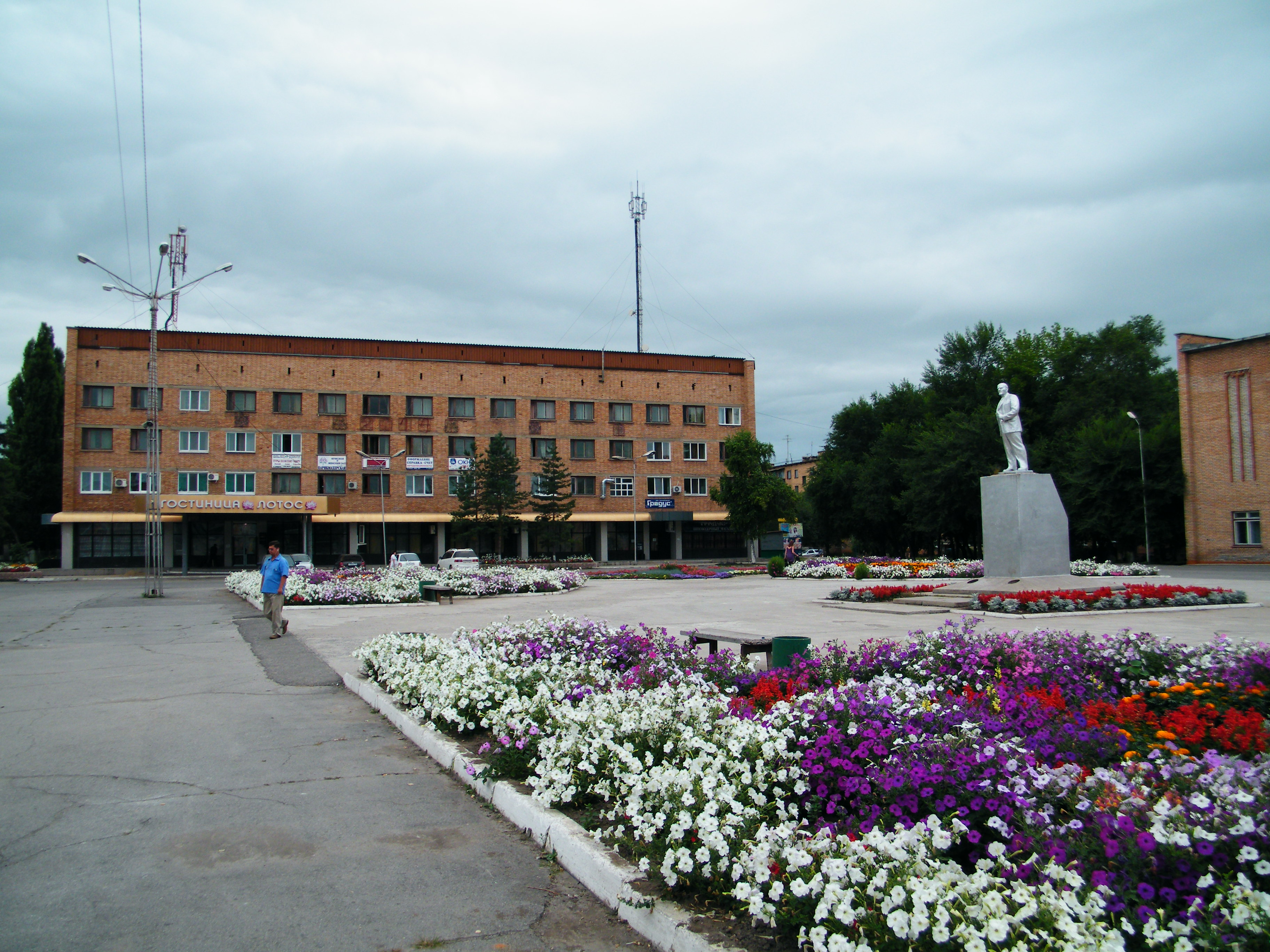
Гостиница «Лотос»
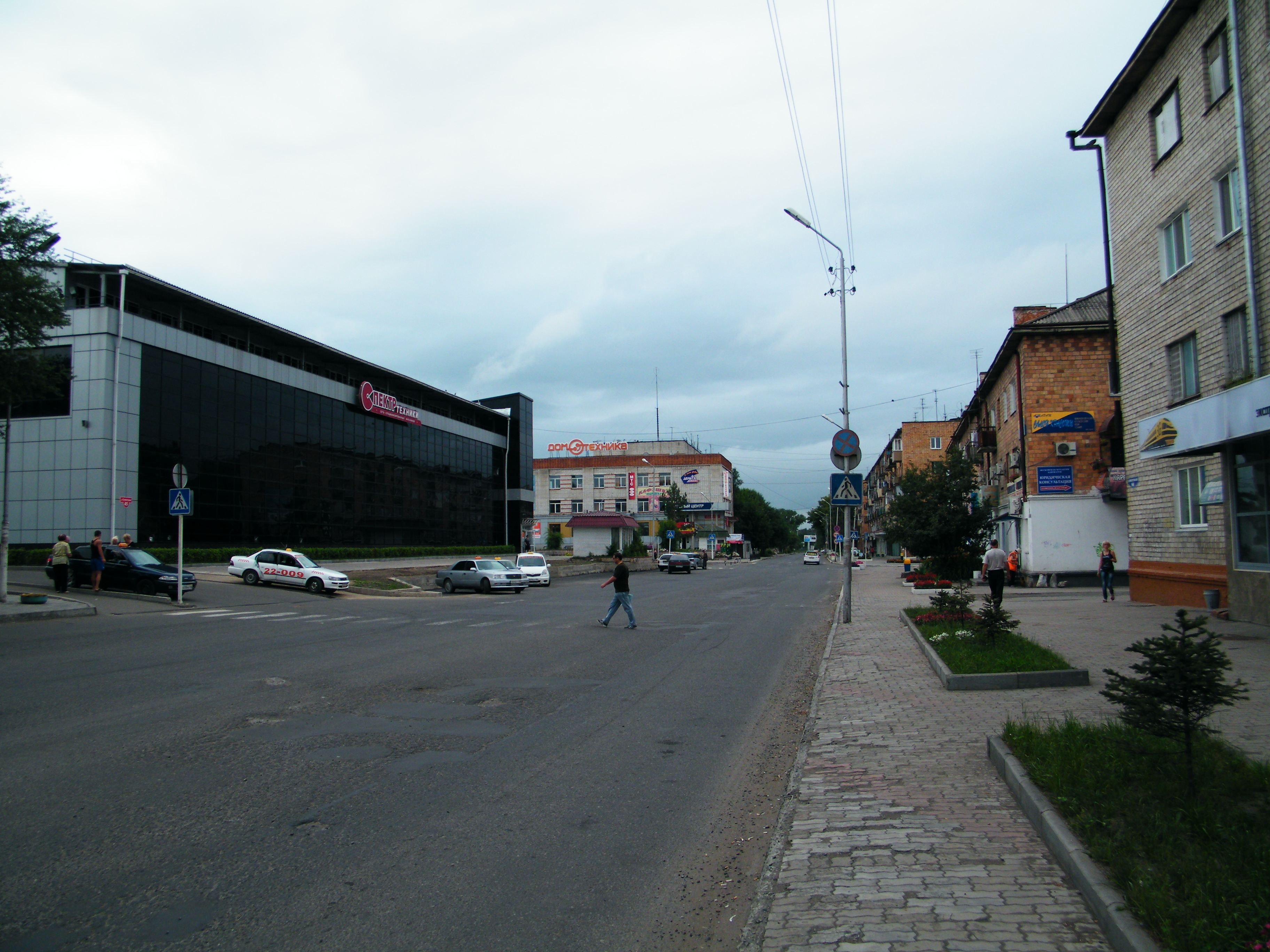
Улица Советская

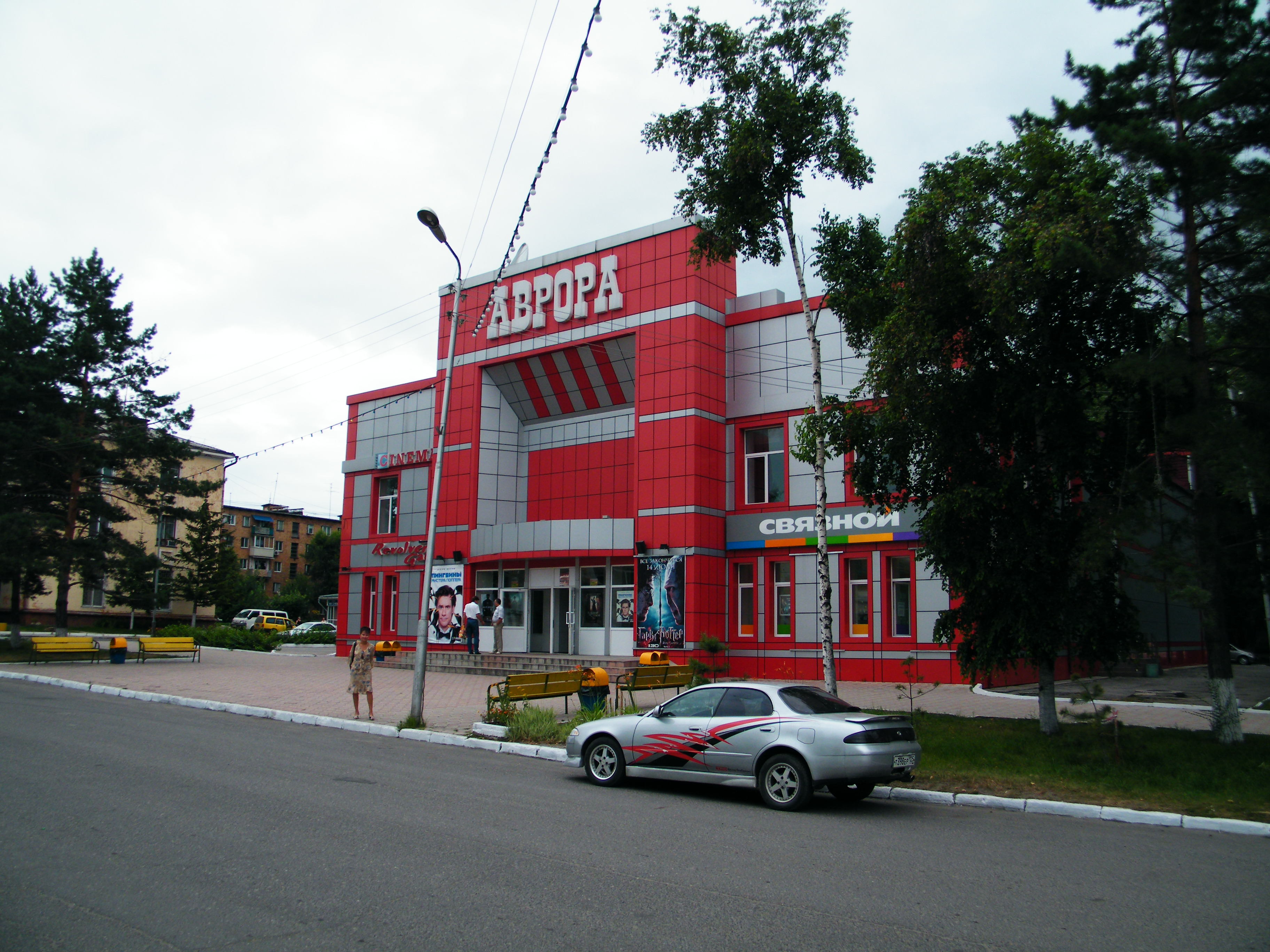
Кинотеатр «Аврора»
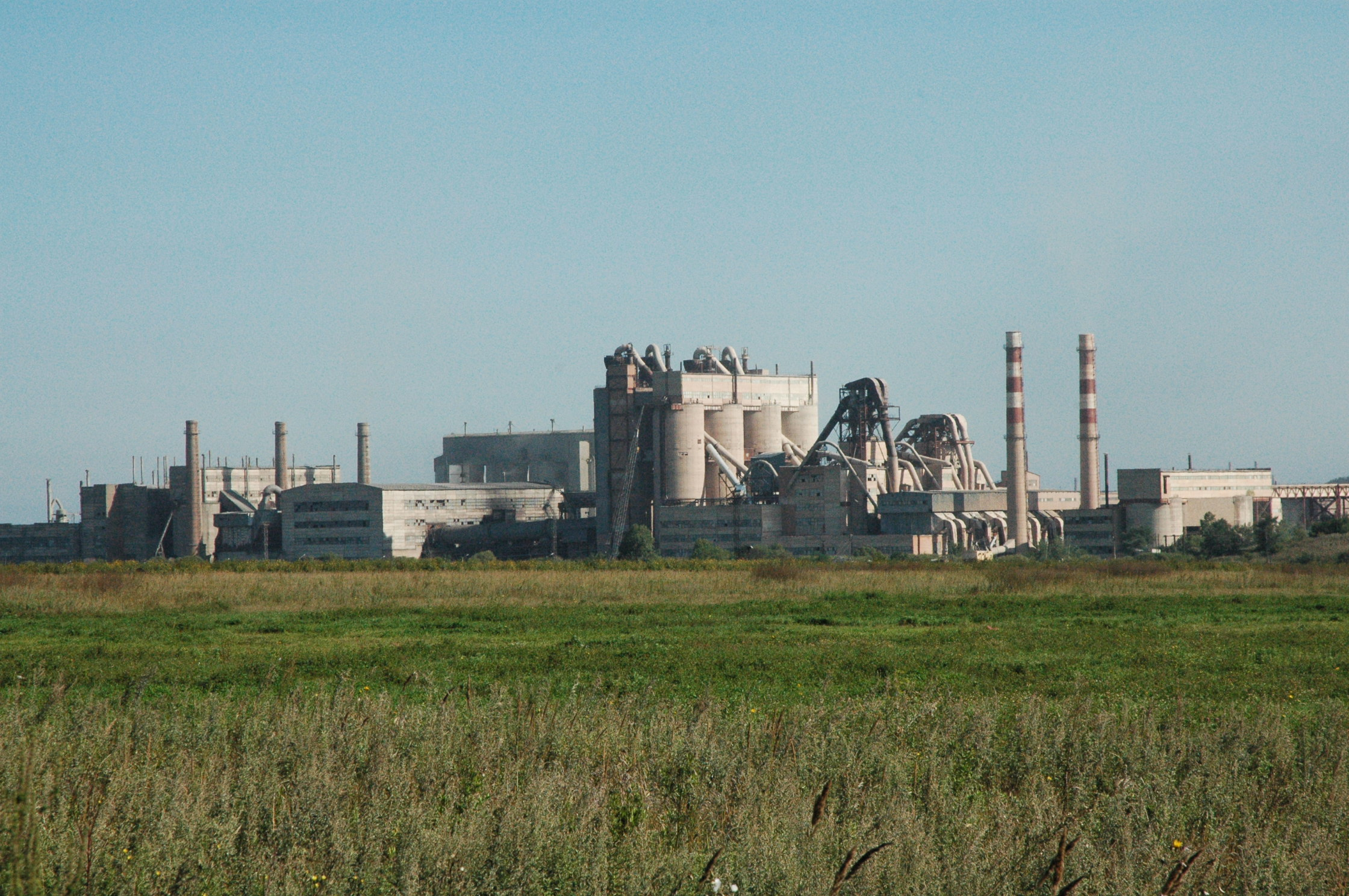
Новоспасский цементный завод
Монумент «Спасск Цемент»

## Радиостанции
Вещание радиостанции в Спасске-Дальнем осуществляется в FM-диапазоне:
Радиопередатчики расположены:
Чкаловская РТПС (с. Чкаловское)
ул. Советская, 47
СЦЗ (на трубе Востокцемента 101.3 и 104.4)
гора Железнодорожная (р-он Подстанция)
- 88.5 FM «Приморская Волна»[65]
- 93.4 FM Радио «25 Регион»[66]
- 95,7 FM «Радио 7 на семи холмах»
- 96,5 FM «Love Radio»[67][68][69]
- 100,5 FM «Радио Шансон»
- 101,3 FM «Русское радио»[70][71]
- 103,1 FM «Авторадио»[72]
- 103,8 FM «Радио России» / «Приморское радио»[73]
- 104,4 FM «DFM»[74][75]
- 105,6 FM «Ретро FM»[76]
- 106,2 FM Владивосток FM[72]